# HMS Beagle
La HMS Beagle fu un brigantino a dieci cannoni, definita anche "bara galleggiante" per il suo tendere a incagliarsi sotto le onde, appartenente alla classe Cherokee e il cui nome deriva dalla razza canina beagle. Fu varato l'11 maggio 1820 dai cantieri di Woolwich sul fiume Tamigi e costò 7 803 sterline dell'epoca.
Nel luglio dello stesso anno prese parte alla parata navale per la celebrazione dell'incoronazione di re Giorgio IV del Regno Unito durante la quale fu la prima nave a veleggiare sotto il nuovo London Bridge.
Dopo quell'occasione non ci fu nessun immediato bisogno della Beagle, che fu perciò tenuta in riserva per cinque anni e "mantenuta in servizio", in acqua, ma senza equipaggio, né alberi né armamento velico.
Fu poi adattata a unità di ricognizione e prese parte a tre spedizioni. Durante il suo secondo viaggio ospitò a bordo l'allora giovane naturalista Charles Darwin, il cui lavoro rese la Beagle una delle più famose navi della storia.

## Il primo viaggio
Il 27 settembre 1825 la Beagle attraccò a Woolwich per le riparazioni e gli adattamenti necessari alla sua nuova destinazione per un costo totale di 5 913 sterline. I suoi cannoni furono ridotti da dieci a sei e fu aggiunto un albero di mezzana per migliorarne la manovrabilità, fu quindi cambiata la sua denominazione da brigantino a unità di ricognizione.
La Beagle salpò il 22 maggio 1825 per il suo primo viaggio sotto il comando del capitano di vascello Pringle Stokes. La missione era quella di scortare una nave più grande, la HMS Adventure, in un'esplorazione idrografica della Patagonia e della Terra del Fuoco, sotto il comando generale del capitano di vascello australiano Phillip Parker King.
Messo alla prova dalle grandi difficoltà dell'esplorazione nelle desolate acque della Terra del Fuoco, il comandante Pringle Stokes cadde in una forma di profonda depressione. A Puerto Hambre, sullo stretto di Magellano, si chiuse in cabina per 14 giorni, poi il 2 agosto 1828 si sparò e morì dopo dodici giorni di delirio. Il comandante Parker King sostituì quindi Stokes con l'ufficiale in seconda della Beagle, il tenente di vascello W. G. Skyring. Salparono poi per Rio de Janeiro dove il 15 dicembre 1828 l'ammiraglio Robert Otway, comandante in capo della stazione sudamericana a bordo della HMS Ganges, nominò comandante (provvisorio) della Beagle il suo aiutante di bandiera, il tenente di vascello Robert FitzRoy.
L'aristocratico ventitreenne FitzRoy si dimostrò un abile comandante e un esploratore meticoloso. Durante un incidente, un gruppo di indigeni rubò una lancia della nave e FitzRoy tenne in ostaggio le loro famiglie a bordo. Alla fine, trattenne due uomini, una ragazza e un ragazzo a cui fu dato il nome di Jemmy Button; questi quattro indigeni furono portati nel Regno Unito al ritorno della Beagle a Plymouth il 14 ottobre 1830.

## Il secondo viaggio

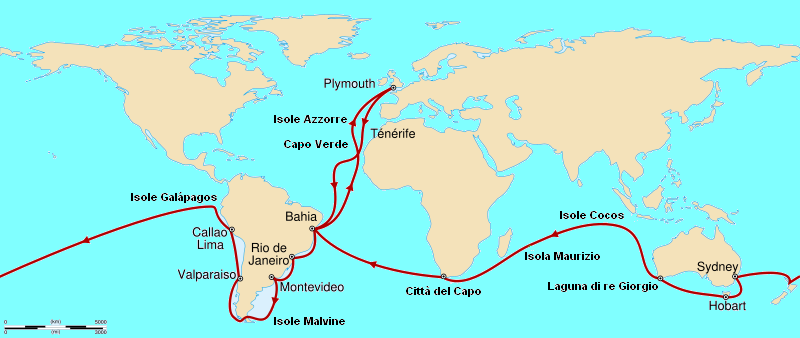
La rotta percorsa dal Beagle

Originariamente era previsto che il secondo viaggio di esplorazione del Sud America avrebbe dovuto essere compiuto dalla HMS Chanticleer, ma a causa delle sue cattive condizioni, questa fu sostituita dalla HMS Beagle. FitzRoy aveva preso in considerazione di riportare ai loro luoghi d'origine gli indigeni che erano stati, nel frattempo, educati come missionari e il 25 giugno 1831 fu riassegnato come comandante. Alla Beagle fu assegnata la missione il 4 luglio 1831 sotto il comando del capitano di vascello Robert FitzRoy, con i tenenti di vascello John Clements Wickham e Bartholomew James Sulivan.
Essa venne immediatamente messa in porto per vasti riadattamenti e riparazioni. Dato che era necessario un nuovo ponte, FitzRoy fece rialzare notevolmente il ponte superiore di 8 pollici (circa 20 centimetri) a poppa e 12 pollici (circa 30 centimetri) a prua. Le navi di classe Cherokee avevano la reputazione di "bare galleggianti", poco maneggevoli e facili all'affondamento. Aiutando i ponti ad asciugare prima con meno raccolta d'acqua ai lati, il ponte rialzato dava più manovrabilità e offriva meno possibilità di appesantirsi e rovesciarsi. Un rivestimento aggiuntivo allo scafo aggiunse circa sette tonnellate al dislocamento. FitzRoy non lesinò sull'equipaggiamento che includeva 22 cronometri e cinque esemplari di Sympiesometro, una specie di barometro senza mercurio brevettato da Alexander Adie e preferito da FitzRoy per la precisione richiesta dall'Ammiragliato.
Alla luce specialmente del destino di Stokes e del suicidio del suo stesso zio, FitzRoy era preoccupato per la posizione solitaria assunta dal comandante a quei tempi. I suoi tentativi di farsi accompagnare da un amico fallirono, così chiese al suo superiore e amico, il capitano di vascello Francis Beaufort, di cercare un passeggero civile che avrebbe potuto fargli da compagno di viaggio oltre che avere delle opportunità come naturalista. Ciò fece sì che Charles Darwin si unisse alla spedizione.
La Beagle avrebbe dovuto originariamente salpare il 24 ottobre 1831, ma a causa di ritardi nei preparativi la partenza fu posticipata a dicembre. Tentò di salpare il 10 dicembre, ma incappò in una tempesta. Finalmente, il 27 dicembre alle 14:00 la Beagle lasciò il porto di Plymouth per quella che sarebbe diventata una spedizione scientifica rivoluzionaria. Dopo aver completato accurate esplorazioni in Sud America, ritornò via Nuova Zelanda a Falmouth in Cornovaglia il 2 ottobre 1836.

## Il terzo viaggio
Sei mesi dopo, nel 1837, la Beagle salpò per esplorare vaste parti della costa dell'Australia agli ordini del comandante John Clements Wickham che era stato un luogotenente nel secondo viaggio e con tenente assistente esploratore John Lort Stokes che era stato cadetto nel primo viaggio della Beagle ed assistente esploratore nel secondo. Essi iniziarono con la costa occidentale tra il fiume Swan (l'attuale Perth) e il fiume Fitzroy, poi esplorarono entrambe le sponde del Bass Strait nell'angolo sudest del continente. Nel maggio del 1839 navigarono verso nord per esplorare le coste del Mare di Timor di fronte a Timor. Wickham diede i nomi al golfo di Beagle e a Port Darwin che furono avvistati per primo da Stokes e che poi diede il suo nome alla città di Darwin in Australia. Quando Wickham si ammalò e si dimise, il comando passò nel marzo del 1841 al tenente John Lort Stokes che continuò l'esplorazione. Il terzo viaggio fu completato nel 1843.

## Gli ultimi anni
Nel 1845 la Beagle fu riadattata come nave guardacoste e trasferita al dipartimento Customs and Excise (Dogane e Accise) per il controllo del contrabbando sulle coste dell'Essex sulla sponda nord dell'estuario del Tamigi.
Rimase poi ancorata sul fiume Roach che forma una parte del labirinto di vie acquatiche nelle paludi a sud di Burnham-on-Crouch. Nel 1851 le compagnie di commercio di ostriche firmarono una petizione affinché fosse rimossa dato che ostruiva il corso del fiume e il Registro Navale del 1851 datato 25 maggio la riporta col nuovo nome di Southend "W.V. No. 7" at Paglesham. Nel 1870 fu venduta a un commerciante di rottami locale Murray and Trainer per la demolizione.
Delle ricerche iniziate nel 2000 da un gruppo diretto dal dottor Robert Prescott dell'Università di St. Andrews hanno trovato dei documenti che confermano che la W.V. 7 era la Beagle e che un vascello di misura corrispondente si trovasse nelle carte di esplorazione idrografica del 1847. Una carta successiva mostrava una rientranza nelle vicinanze sulla sponda settentrionale che avrebbe potuto essere l'attracco per la Beagle. Delle investigazioni sul luogo hanno trovato un'area di terreno paludoso profonda circa cinque metri sul luogo indicato dalle carte con molti frammenti di stoviglie del periodo in questione.
Un'indagine fatta nel 2003 col metodo di risonanza atomica dielettrica ha trovato resti di legna della misura e della forma della parte inferiore di uno scafo che indicano la presenza di resti di una parte rilevante dello scafo sotto l'acqua. Una vecchia àncora del 1841 è stata portata alla luce. Si è anche trovato che il censimento del 1871 registrò una nuova fattoria a nome di William Murray e Thomas Rainer, il che farebbe supporre che il nome del mercante di rottami fosse stata una scrittura errata di T. Rainer. La fattoria venne demolita negli anni quaranta, ma una vicina boathouse incorporò parte del legname usato per la Beagle. Ulteriori indagini sono in corso.

## Riproduzioni

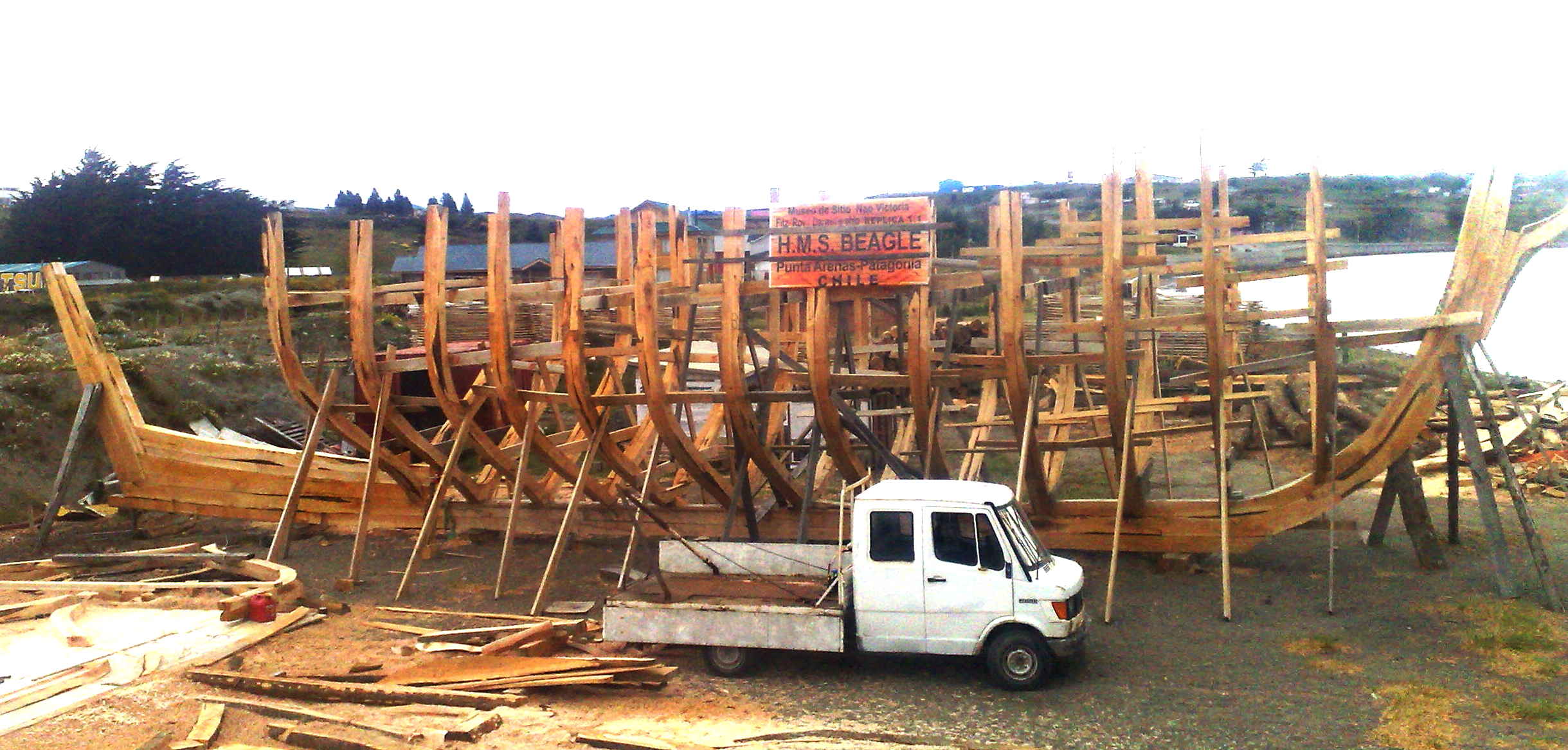
Le prime parti della struttura dello scafo della ricostruzione a scala naturale della HMS Beagle che si sta terminando nel Museo Nao Victoria, Punta Arenas-Cile

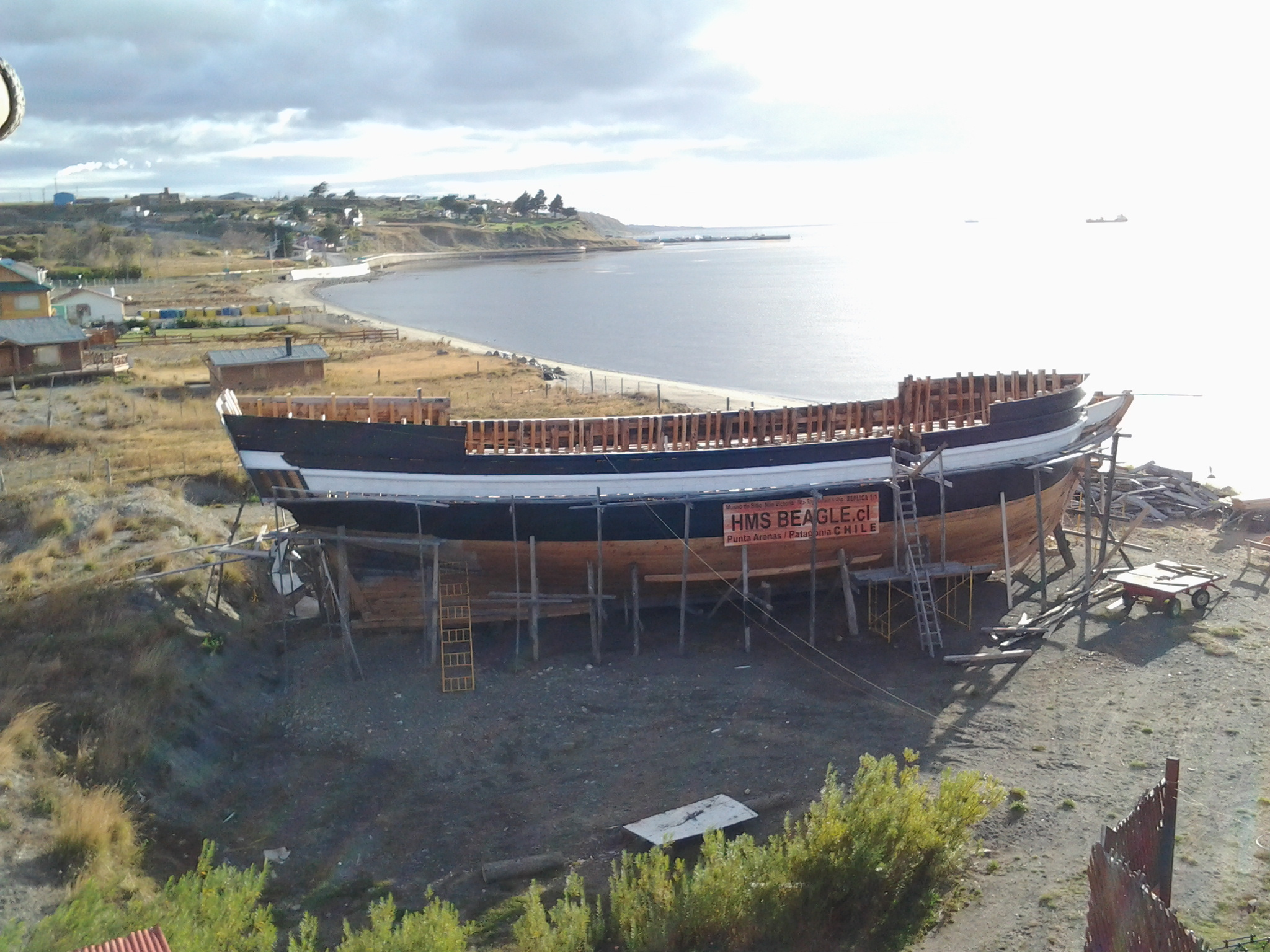
Vista dello scafo già completato e verniciato della prima ricostruzione a scala naturale della HMS Beagle nel Museo Nao Victoria di Punta Arenas, in Cile

Nel 2009 sono stati celebrati i 200 anni dalla nascita di Darwin e i centocinquanta anni della pubblicazione de "L'origine delle specie" di Charles Darwin, con queste date in mente un gruppo di imprenditori britannici prevedeva di ricostruire la mitica nave per ripercorrere il secondo viaggio di esplorazione, con Darwin naturalista a bordo, sotto il comando di Robert FitzRoy. L'idea era quella di rifare lo stesso percorso della HMS Beagle in tutto il mondo con un equipaggio di giovani scienziati, purtroppo il progetto è stato accantonato per mancanza di fondi.
Il 31 dicembre 2011 si annuncia la costruzione di una riproduzione della HMS Beagle nel Museo Nao Victoria della città di Punta Arenas in Cile. Il 1º novembre 2012 è iniziata la costruzione della replica a scala naturale della HMS Beagle, con l'intaglio del legno (coigüe Magellan) per la chiglia. il 15 gennaio del 2013, con la partecipazione del sindaco della città si installa la costola principale della riproduzione della HMS Beagle. Il 7 febbraio, la stampa nazionale cilena inizia a riportare la notizia.